# Dorcadion decipiens
Dorcadion decipiens es una especie de escarabajo longicornio de la subfamilia Lamiinae. Fue descrita científicamente por Germar en 1823.
Se distribuye por Bulgaria, Hungría, Moldavia, Rumania, Serbia, Eslovaquia, Ucrania y Yugoslavia. Mide 11-14 milímetros de longitud. El período de vuelo ocurre en los meses de abril, mayo y junio.